# Lijst van voetbalinterlands Ierland - Nederland (mannen)
Deze lijst van voetbalinterlands is een overzicht van alle officiële voetbalwedstrijden tussen de nationale teams van Ierland en Nederland. De landen hebben tot op heden 24 keer tegen elkaar gespeeld. De eerste ontmoeting was op de Olympische Spelen van 1924 in Parijs, op 2 juni. Het laatste duel, een kwalificatiewedstrijd voor het Europees kampioenschap voetbal 2024, vond plaats op 18 november 2023 in Amsterdam.

## Wedstrijden
| №  | № Int. NED | Plaats        | Datum             | Competitie           | Wedstrijd                   | Uitslag |
| -- | ---------- | ------------- | ----------------- | -------------------- | --------------------------- | ------- |
| 1  | 70         | Parijs        | 2 juni 1924       | OS 1924              | Nederland – Ierse Vrijstaat | 2 – 1   |
| 2  | 119        | Amsterdam     | 8 mei 1932        | Vriendschappelijk    | Nederland – Ierse Vrijstaat | 0 – 2   |
| 3  | 128        | Amsterdam     | 8 april 1934      | WK 1934 kwalificatie | Nederland – Ierse Vrijstaat | 5 – 2   |
| 4  | 138        | Dublin        | 8 december 1935   | Vriendschappelijk    | Ierse Vrijstaat – Nederland | 3 – 5   |
| 5  | 173        | Portsmouth    | 26 juli 1948      | OS 1948              | Ierland (am.) – Nederland   | 1 – 3   |
| 6  | 210        | Dublin        | 1 mei 1955        | Vriendschappelijk    | Ierland – Nederland         | 1 – 0   |
| 7  | 217        | Rotterdam     | 10 mei 1956       | Vriendschappelijk    | Nederland – Ierland         | 1 – 4   |
| 8  | 392        | Dublin        | 10 september 1980 | WK 1982 kwalificatie | Ierland – Nederland         | 2 – 1   |
| 9  | 401        | Rotterdam     | 9 september 1981  | WK 1982 kwalificatie | Nederland – Ierland         | 2 – 2   |
| 10 | 408        | Rotterdam     | 22 september 1982 | EK 1984 kwalificatie | Nederland – Ierland         | 2 – 1   |
| 11 | 415        | Dublin        | 12 oktober 1983   | EK 1984 kwalificatie | Ierland – Nederland         | 2 – 3   |
| 12 | 448        | Gelsenkirchen | 18 juni 1988      | EK 1988              | Nederland – Ierland         | 1 – 0   |
| 13 | 468        | Palermo       | 21 juni 1990      | WK 1990              | Nederland – Ierland         | 1 – 1   |
| 14 | 502        | Tilburg       | 20 april 1994     | Vriendschappelijk    | Nederland – Ierland         | 0 – 1   |
| 15 | 509        | Orlando       | 4 juli 1994       | WK 1994              | Nederland – Ierland         | 2 – 0   |
| 16 | 523        | Liverpool     | 13 december 1995  | EK 1996 kwalificatie | Nederland – Ierland         | 2 – 0   |
| 17 | 526        | Rotterdam     | 4 juni 1996       | Vriendschappelijk    | Nederland – Ierland         | 3 – 1   |
| 18 | 576        | Amsterdam     | 2 september 2000  | WK 2002 kwalificatie | Nederland – Ierland         | 2 – 2   |
| 19 | 586        | Dublin        | 1 september 2001  | WK 2002 kwalificatie | Ierland – Nederland         | 1 – 0   |
| 20 | 613        | Amsterdam     | 5 juni 2004       | Vriendschappelijk    | Nederland – Ierland         | 0 – 1   |
| 21 | 644        | Dublin        | 16 augustus 2006  | Vriendschappelijk    | Ierland – Nederland         | 0 – 4   |
| 22 | 769        | Dublin        | 27 mei 2016       | Vriendschappelijk    | Ierland – Nederland         | 1 – 1   |
| 23 | 851        | Dublin        | 10 september 2023 | EK 2024 kwalificatie | Ierland − Nederland         | 1 − 2   |
| 24 | 854        | Amsterdam     | 18 november 2023  | EK 2024 kwalificatie | Nederland − Ierland         | 1 − 0   |

- (am.) = Iers amateurelftal

## Samenvatting
| Competitie        | Totaal gespeeld | Winst Ierland | Gelijk | Winst Nederland | Doelsaldo Ierland – Nederland |
| ----------------- | --------------- | ------------- | ------ | --------------- | ----------------------------- |
| WK-eindronde      | 2               | 0             | 1      | 1               | 1 − 3                         |
| WK-kwalificatie   | 5               | 2             | 2      | 1               | 9 − 10                        |
| EK-eindronde      | 1               | 0             | 0      | 1               | 0 − 1                         |
| EK-kwalificatie   | 5               | 0             | 0      | 5               | 4 − 10                        |
| Olympische Spelen | 2               | 0             | 0      | 2               | 2 − 5                         |
| Vriendschappelijk | 9               | 5             | 1      | 3               | 14 − 14                       |
| Totaal            | 24              | 7             | 4      | 13              | 30 − 43                       |

Wedstrijden bepaald door strafschoppen worden, in lijn met de FIFA, als een gelijkspel gerekend.

## Details

### Eerste ontmoeting
| Olympische Spelen 1924 (Parijs, Frankrijk, 2 juni 1924): |       |                     |
| Nederland                                                | 2 – 1 | Ierse Vrijstaat     |
| Ok Formenoij 6' Ok Formenoij 104'                        | goals | 32' Michael Farrell |

### Tweede ontmoeting
| Vriendschappelijk (Amsterdam, Nederland, 8 mei 1932):                                                                                              |              | |
| Nederland | 0 – 2        | Ierse Vrijstaat |
| | goals        | 20' Joe O'Reilly 51' Paddy Moore |
| Bob Glendenning | bondscoach   | Val Harris |
| Gejus van der Meulen Mauk Weber Sjef van Run Bas Paauwe Wim Anderiesen Puck van Heel Frank Wels Wim Volkers Wim Lagendaal Jaap Mol Joop van Nellen | opstellingen | Mick McCarthy Jimmy Daly Paddy Byrne Joseph O'Reilly Michael O'Brien Owen Kinsella William Kennedy Alex Stevenson Paddy Moore Fred Horlacher James Kelly |
| - Debuut van Bas Paauwe (Feijenoord) voor Nederland.                                                                                               |              | |

### Derde ontmoeting
| WK 1934 kwalificatie (Amsterdam, Nederland, 8 april 1934):                   |       |                                    |
| Nederland                                                                    | 5 – 2 | Ierse Vrijstaat                    |
| Kick Smit 41' Beb Bakhuijs 67' Beb Bakhuijs 78' Leen Vente 83' Kick Smit 85' | goals | 44' Johnny Squires 57' Paddy Moore |

### Vierde ontmoeting
| Vriendschappelijk (Dublin, Ierse Vrijstaat, 8 december 1935): |       |                                                                                     |
| Ierse Vrijstaat                                               | 3 – 5 | Nederland                                                                           |
| Plev Ellis 13' Fred Horlacher 31' Fred Horlacher 34'          | goals | 1' Beb Bakhuijs 14' Joop van Nellen 47' Joop van Nellen 67' Daaf Drok 87' Kick Smit |

### Vijfde ontmoeting
| Olympische Spelen 1948 (Portsmouth, Verenigd Koninkrijk, 26 juli 1948): |       |                                                     |
| Ierland                                                                 | 1 – 3 | Nederland                                           |
| Brian O'Kelly 52'                                                       | goals | 1' Faas Wilkes 11' André Roosenburg 74' Faas Wilkes |

### Zesde ontmoeting
| Vriendschappelijk (Dublin, Ierland, 1 mei 1955): |              | |
| Ierland | 1 – 0        | Nederland |
| Jack Fitzgerald 77' | goals        | |
| Alex Stevenson | bondscoach   | Max Merkel |
| James O'Neill Don Donovan Robin Lawler Peter Farrell Con Martin Frank O'Farrell John Gavin Paddy Ambrose Jack Fitzgerald Arthur Fitzsimons Thomas Eglington | opstellingen | Wim Landman Roel Wiersma Kees Kuijs Piet Steenbergen Cor van der Hart Jan Klaassens Faas Wilkes Henk Schouten 13' Cor van der Gijp Theo Timmermans Peet Geel |
| | wissels      | 13' Sjel de Bruijckere |
| - Debuut van Jack Fitzgerald (Waterford FC) voor Ierland. - Debuut van Peet Geel (SVV Schiedam) en Henk Schouten (Holland Sport) voor Nederland.            |              | |

### Zevende ontmoeting
| Vriendschappelijk (Rotterdam, Nederland, 10 mei 1956):                                                                                                 |              | |
| Nederland | 1 – 4        | Ierland |
| Bram Appel 77' | goals        | 52' Arthur Fitzsimons 59' Joe Haverty 67' Arthur Fitzsimons 71' Alf Ringstead                                                                           |
| Max Merkel | bondscoach   | John James Carey |
| Frans de Munck Roel Wiersma Cor van der Hart Joop Odenthal Jan Brooijmans Jan Klaassens Bram Appel Tinus Bosselaar Coy Koopal Abe Lenstra Coen Moulijn | opstellingen | Thomas Godwin Seamus Dunne Noel Cantwell Tommy Dunne Con Martin Frank O'Farrell Alf Ringstead Arthur Fitzsimons Jack Fitzgerald Liam Whelan Joe Haverty |
| - Debuut van Tommy Dunne (St. Patrick's Athletic), Liam Whelan (Manchester United) en Joe Haverty (Arsenal) voor Ierland.                              |              | |

### Achtste ontmoeting
| WK 1982 kwalificatie (Dublin, Ierland, 10 september 1980):                                                                                         |              | |
| Ierland | 2 – 1        | Nederland |
| Gerard Daly 78' Mark Lawrenson 84' | goals        | 57' Simon Tahamata |
| Eoin Hand | bondscoach   | Jan Zwartkruis |
| Gerry Peyton Dave Langan David O'Leary Pierce O'Leary Chris Hughton Gerard Daly Mark Lawrenson Tony Grealish Liam Brady Frank Stapleton Don Givens | opstellingen | Joop Hiele Ben Wijnstekers 46' Michel van de Korput Ronald Spelbos Ernie Brandts 64' Dick Schoenaker Jan Peters Frans Thijssen Jan van Deinsen Toine van Mierlo Simon Tahamata |
| | wissels      | 46' John Metgod 64' Willy van de Kerkhof |
| | gele kaarten | 56' Ernie Brandts 79' Simon Tahamata |
| - Debuut van Joop Hiele, Jan van Deinsen (beiden Feyenoord), Ronald Spelbos (AZ'67) en Toine van Mierlo (Willem II) voor Nederland.                |              | |

### Negende ontmoeting
| WK 1982 kwalificatie (Rotterdam, Nederland, 9 september 1981): |              | |
| Nederland | 2 – 2        | Ierland |
| Frans Thijssen 11' Arnold Mühren 64' (pen.) | goals        | 40' Michael Robinson 71' Frank Stapleton |
| Kees Rijvers | bondscoach   | Eoin Hand |
| Piet Schrijvers Ben Wijnstekers Ernie Brandts Michel van de Korput Ruud Krol Arnold Mühren Frans Thijssen Tscheu La Ling 59' Cees van Kooten Ruud Geels 46' Johnny Rep | opstellingen | Jim McDonagh Dave Langan David O'Leary Mark Lawrenson John Devine 74' Mick Martin Liam Brady 60' Steve Heighway Frank Stapleton Michael Robinson Tony Grealish |
| Jan Peters 46' René van de Kerkhof 59' | wissels      | 60' Gerry Ryan 74' Ronnie Whelan |
| | gele kaarten | 72' Mick Martin |

### Tiende ontmoeting
| EK 1984 kwalificatie (Rotterdam, Nederland, 22 september 1982): |              | |
| Nederland | 2 – 1        | Ierland |
| Dick Schoenaker 1' Ruud Gullit 64' | goals        | 79' Gerard Daly |
| Kees Rijvers | bondscoach   | Eoin Hand |
| Hans van Breukelen Ben Wijnstekers John Metgod 46' Ronald Spelbos Huub Stevens Michel van de Korput Willy van de Kerkhof Dick Schoenaker Ruud Gullit René van der Gijp Gerald Vanenburg 80' | opstellingen | Jim McDonagh Mark Lawrenson Mick Martin David O'Leary Chris Hughton 82' Gerard Daly Tony Grealish Liam Brady 75' Tony Galvin Frank Stapleton Michael Robinson |
| René van de Kerkhof 46' Cees van Kooten 80' | wissels      | 75' Gary Waddock 82' Mickey Walsh |
| | gele kaarten | 45' Liam Brady |
| - Debuut van René van der Gijp (KSC Lokeren) voor Nederland. - Debuut van Tony Galvin (Tottenham Hotspur) voor Ierland.                                                                     |              | |

### Elfde ontmoeting
Deze wedstrijd in het Dalymount Park (28.000 toeschouwers) ging de geschiedenis in als "Het Wonder van Dublin". Nederland moest winnen om uitzicht te behouden op deelname aan het Europees kampioenschap voetbal 1984 in Frankrijk. Bondscoach Kees Rijvers selecteerde veel jonge spelers, onder wie de 18-jarige Marco van Basten, Ruud Gullit (20), Gerald Vanenburg (19), Sonny Silooy (20) en Ronald Koeman (20), aangevuld met routiniers als Willy van de Kerkhof, Bennie Wijnstekers en Piet Schrijvers.
Oranje begon dramatisch, mede door een behoudende strategie. Ierland liep in de beginfase over Nederland heen. Binnen zeven minuten maakte Gary Waddock het eerste doelpunt, een half uur later vergrootte Liam Brady de voorsprong met een rake strafschop. Nederland begon met slechts één spits (Marco van Basten), Ruud Gullit fungeerde als libero. In de pauze verhief doelman Schrijvers zijn stem in de kleedkamer. De doelman van PEC Zwolle herinnerde aan "Het Wonder van Leipzig", toen Nederland op 21 november 1979 een 2-1 achterstand tegen de DDR na rust omboog in een 3-2 overwinning en zodoende alsnog deelname afdwong aan het Europees kampioenschap voetbal 1980. Na rust negeerden de spelers de tactische opdrachten van Rijvers. Ze trokken ten aanval en wonnen alsnog dankzij twee goals van Gullit en een van Van Basten. Het duel stond onder leiding van de Zwitserse scheidsrechter André Daina.
| EK 1984 kwalificatie (Dublin, Ierland, 12 oktober 1983): |              | |
| Ierland | 2 – 3        | Nederland |
| Gary Waddock 7' Liam Brady 35' (pen.) | goals        | 51' Ruud Gullit 65' Marco van Basten 75' Ruud Gullit |
| Eoin Hand | bondscoach   | Kees Rijvers |
| Jim McDonagh John Devine Mark Lawrenson Kevin Moran Chris Hughton Gary Waddock Tony Grealish 80' Liam Brady Kevin O'Callaghan 73' Frank Stapleton Michael Robinson | opstellingen | Piet Schrijvers Ben Wijnstekers Peter Boeve Ruud Gullit Sonny Silooy Edo Ophof Ronald Koeman Willy van de Kerkhof 46' Adri van Tiggelen Gerald Vanenburg Marco van Basten |
| Tony Galvin 73' Kevin Sheedy 80' | wissels      | 46' Bud Brocken |
| John Devine 89' | gele kaarten | 24' Sonny Silooy |
| - Debuut van Kevin Sheedy (Everton) voor Ierland. - Debuut van Sonny Silooy (Ajax) voor Nederland.                                                                 |              | |

### Twaalfde ontmoeting
| EK 1988 (Gelsenkirchen, West-Duitsland, 18 juni 1988): |              | |
| Nederland | 1 – 0        | Ierland |
| Wim Kieft 82' | goals        | |
| Rinus Michels | bondscoach   | Jack Charlton |
| Hans van Breukelen Berry van Aerle Ronald Koeman Frank Rijkaard Adri van Tiggelen Gerald Vanenburg Jan Wouters Arnold Mühren 77' Erwin Koeman 77' Ruud Gullit Marco van Basten | opstellingen | Pat Bonner 46' Chris Morris Mick McCarthy Kevin Moran Chris Hughton Ray Houghton Paul McGrath Ronnie Whelan Tony Galvin 84' Frank Stapleton John Aldridge |
| John Bosman 77' Wim Kieft 77' | wissels      | 46' Kevin Sheedy 84' Tony Cascarino |
| Jan Wouters 60' | gele kaarten | |

### Dertiende ontmoeting
| WK 1990 (Palermo, Italië, 21 juni 1990): |              | |
| Ierland | 1 – 1        | Nederland |
| Niall Quinn 71' | goals        | 10' Ruud Gullit |
| Jack Charlton | bondscoach   | Leo Beenhakker |
| Pat Bonner Chris Morris Mick McCarthy Kevin Moran Steve Staunton Ray Houghton Paul McGrath Andy Townsend Kevin Sheedy 62' John Aldridge 62' Niall Quinn | opstellingen | Hans van Breukelen Berry van Aerle Ronald Koeman Adri van Tiggelen 59' Richard Witschge Frank Rijkaard Jan Wouters 79' Wim Kieft Ruud Gullit Marco van Basten Hans Gillhaus |
| Ronnie Whelan 62' Tony Cascarino 62' | wissels      | 59' Henk Fraser 79' John van Loen |
| | gele kaarten | 43' Frank Rijkaard |

### Veertiende ontmoeting
| Vriendschappelijk (Tilburg, Nederland, 20 april 1994): |              | |
| Nederland | 0 – 1        | Ierland |
| | goals        | 59' Tommy Coyne |
| Dick Advocaat | bondscoach   | Jack Charlton |
| Ed de Goey Stan Valckx Ronald Koeman 46' Frank de Boer Frank Rijkaard Wim Jonk 46' Dennis Bergkamp 46' Edgar Davids Marc Overmars Ronald de Boer Bryan Roy | opstellingen | Packie Bonner Gary Kelly Kevin Moran Phil Babb 83' Terry Phelan 72' Eddie McGoldrick Andy Townsend John Sheridan Steve Staunton 83' Tommy Coyne Ronnie Whelan |
| John de Wolf 46' Aron Winter 46' Gaston Taument 46' | wissels      | 72' Jason McAteer 83' Alan McLoughlin 83' Owen Coyle |
| | gele kaarten | |
| - Debuut van Edgar Davids (Ajax) voor Ierland. - Debuut van Owen Coyle (Bolton Wanderers) voor Ierland.                                                    |              | |

### Vijftiende ontmoeting
| WK 1994 (Orlando, Verenigde Staten, 4 juli 1994): |              | |
| Nederland | 2 – 0        | Ierland |
| Dennis Bergkamp 10' Wim Jonk 40' | goals        | |
| Dick Advocaat | bondscoach   | Jack Charlton |
| Ed de Goey Frank de Boer Stan Valckx Frank Rijkaard Ronald Koeman Rob Witschge 79' Marc Overmars Wim Jonk Dennis Bergkamp Peter van Vossen 70' Aron Winter | opstellingen | Packie Bonner Terry Phelan Gary Kelly Phil Babb Paul McGrath Roy Keane Andy Townsend Ray Houghton John Sheridan 64' Steve Staunton 75' Tommy Coyne |
| Bryan Roy 70' Arthur Numan 79' | wissels      | 64' Jason McAteer 75' Tony Cascarino |
| Ronald Koeman 72' | gele kaarten | |

### Zestiende ontmoeting
| EK 1996 kwalificatie (play-offs) (Liverpool, Verenigd Koninkrijk, 13 december 1995):                                                                                            |              | |
| Nederland | 2 – 0        | Ierland |
| Patrick Kluivert 29' Patrick Kluivert 88' | goals        | |
| Guus Hiddink | bondscoach   | Jack Charlton |
| Edwin van der Sar Michael Reiziger Danny Blind Winston Bogarde Clarence Seedorf Edgar Davids Ronald de Boer Dennis Bergkamp 57' Marc Overmars Patrick Kluivert Glenn Helder 79' | opstellingen | Alan Kelly Gary Kelly Paul McGrath Phil Babb Denis Irwin Jeffrey Kenna 50' Andy Townsend John Sheridan Terry Phelan 73' John Aldridge Tony Cascarino |
| Johan de Kock 57' Aron Winter 79' | wissels      | 50' Jason McAteer 73' Alan Kernaghan |
| Danny Blind 80' | gele kaarten | 87' Alan Kernaghan |
| - Debuut van Winston Bogarde (Ajax) voor Nederland. |              | |

### Zeventiende ontmoeting
| Vriendschappelijk (Rotterdam, Nederland, 4 juni 1996): |              | |
| Nederland | 3 – 1        | Ierland |
| Dennis Bergkamp 27' Clarence Seedorf 77' Phillip Cocu 88' | goals        | 12' Gary Breen |
| Guus Hiddink | bondscoach   | Mick McCarthy |
| Edwin van der Sar Michael Reiziger Danny Blind 46' Edgar Davids Winston Bogarde Clarence Seedorf Richard Witschge Ronald de Boer 46' Jordi Cruyff 75' Dennis Bergkamp Peter Hoekstra 26' | opstellingen | Shay Given Alan Kernaghan Alan McLoughlin 46' Alan Moore 70' Liam O'Brien Terry Phelan Ian Harte 64' David Connolly 46' Tony Cascarino Gary Breen 76' Jeffrey Kenna |
| Gaston Taument 26' Aron Winter 46' Johan de Kock 46' Phillip Cocu 75' | wissels      | 46' Mark Kennedy 46' Keith O'Neill 64' Niall Quinn 70' Kenny Cunningham 76' Curtis Fleming                                                                          |
| Jordi Cruyff ??' | gele kaarten | |

### Achttiende ontmoeting
| WK 2002 kwalificatie (Amsterdam, Nederland, 2 september 2000): |              | |
| Nederland | 2 – 2        | Ierland |
| Jeffrey Talan 71' Giovanni van Bronckhorst 84' | goals        | 21' Robbie Keane 65' Jason McAteer |
| Louis van Gaal | bondscoach   | Mick McCarthy |
| Edwin van der Sar Michael Reiziger 46' Bert Konterman 66' Frank de Boer Giovanni van Bronckhorst Paul Bosvelt Ronald de Boer Richard Witschge 61' Phillip Cocu Wilfred Bouma Patrick Kluivert | opstellingen | Alan Kelly Stephen Carr Richard Dunne Gary Breen Ian Harte 74' Jason McAteer Roy Keane Mark Kinsella 79' Kevin Kilbane 72' Niall Quinn Robbie Keane |
| Clarence Seedorf 46' Arnold Bruggink 61' Jeffrey Talan 66' | wissels      | 72' David Connolly 74' Gary Kelly 79' Steve Staunton                                                                                                |
| - Debuut van Arnold Bruggink en Wilfred Bouma (beiden PSV) voor Nederland. |              | |

### Negentiende ontmoeting
De kranten in Ierland kwamen na afloop superlatieven tekort om de overwinning van het nationale voetbalteam op Nederland (1-0) te bewieroken als een van de grootste sportprestaties ooit van het land. De Ierse editie van The Sun schreef over Mick's Marvels, verwijzend naar de 'wonderjongens' van bondscoach Mick McCarthy. "Ierland leverde een van de grootste prestaties en liet de Nederlandse WK-droom uiteenspatten." Voormalig Iers international Mark Lawrenson stelde in zijn column in The Irish Times "dat spelers en coach niet genoeg kunnen worden geprezen". Hij slaat McCarthy zelfs hoger aan dan de legendarische Jack Charlton, die de Ieren in 1988 voor het eerst naar een eindtoernooi leidde. "Nog afgezien van of ze zich kwalificeren, als je kijkt welke spelers beide trainers tot hun beschikking hadden, heeft McCarthy het beter gedaan." De Ierse voetbalbond was ook zeer tevreden over McCarthy. Zijn contract werd verlengd.
| WK 2002 kwalificatie (Dublin, Ierland, 1 september 2001):                                                                                            |              | |
| Ierland | 1 – 0        | Nederland |
| Jason McAteer 68' | goals        | |
| Mick McCarthy | bondscoach   | Louis van Gaal |
| Shay Given Gary Kelly Ian Harte Richard Dunne Steve Staunton Roy Keane Jason McAteer 90' Matt Holland Damien Duff 87' Robbie Keane 59' Kevin Kilbane | opstellingen | Edwin van der Sar Mario Melchiot Jaap Stam Kevin Hofland 63' Arthur Numan Mark van Bommel Patrick Kluivert Phillip Cocu 55' Boudewijn Zenden Ruud van Nistelrooy 71' Marc Overmars |
| Steve Finnan 59' Niall Quinn 87' Andy O'Brien 90' | wissels      | 55' Jimmy Floyd Hasselbaink 63' Pierre van Hooijdonk 71' Giovanni van Bronckhorst                                                                                                  |
| | gele kaarten | 13' Kevin Hofland 23' Boudewijn Zenden 66' Mario Melchiot 81' Patrick Kluivert |
| Gary Kelly 38', 59' | rode kaarten | |

### Twintigste ontmoeting
| Vriendschappelijk (Amsterdam, Nederland, 5 juni 2004): |              | |
| Nederland | 0 – 1        | Ierland |
| | goals        | 45' Robbie Keane |
| Dick Advocaat | bondscoach   | Brian Kerr |
| Edwin van der Sar Michael Reiziger 46' Jaap Stam Wilfred Bouma 84' Giovanni van Bronckhorst Phillip Cocu Wesley Sneijder 46' Rafael van der Vaart Edgar Davids 66' Patrick Kluivert 46' Ruud van Nistelrooy 66' | opstellingen | Shay Given Alan Maybury Steve Finnan Andy O'Brien Kenny Cunningham Alan Quinn Matt Holland 88' Andy Reid Graham Barrett 83' Clinton Morrison Robbie Keane |
| John Heitinga 46' Andy van der Meijde 46' Clarence Seedorf 46' 63' Paul Bosvelt 63' Roy Makaay 66' Arjen Robben 66' Pierre van Hooijdonk 84'                                                                    | wissels      | 83' Alan Lee 88' Michael Doyle |
| - Debuut van Michael Doyle (Coventry City) voor Ierland. |              | |

### 21ste ontmoeting
| Vriendschappelijk (Dublin, Ierland, 16 augustus 2006): |              | |
| Ierland | 0 – 4        | Nederland |
| | goals        | 25' Klaas-Jan Huntelaar 41' Arjen Robben 53' Klaas-Jan Huntelaar 70' Robin van Persie |
| Steve Staunton | bondscoach   | Marco van Basten |
| Paddy Kenny Steve Finnan 64' Andy O'Brien John O'Shea Stephen Carr 46' Kevin Kilbane Graham Kavanagh 46' Steven Reid 46' Aiden McGeady Clinton Morrison 46' Stephen Elliott              | opstellingen | Edwin van der Sar John Heitinga 77' André Ooijer Joris Mathijsen 61' Tim de Cler 46' Denny Landzaat 83' Stijn Schaars Rafael van der Vaart Robin van Persie Klaas-Jan Huntelaar 46' Arjen Robben |
| Alan O'Brien 46' Kevin Doyle 46' Liam Miller 46' Jonathan Douglas 46' Stephen Kelly 64'                                                                                                  | wissels      | 46' Dirk Kuijt 46' Nigel de Jong 61' Urby Emanuelson 77' Kew Jaliens 83' Theo Janssen |
| | gele kaarten | 6' Denny Landzaat |
| - Debuut van Alan O'Brien (Newcastle United) voor Ierland. - Debuut van Urby Emanuelson (Ajax), Theo Janssen (Vitesse), Stijn Schaars (AZ) en Klaas-Jan Huntelaar (Ajax) voor Nederland. |              | |

### 22ste ontmoeting
| Vriendschappelijk (Dublin, Ierland, 27 mei 2016): |              | |
| Ierland | 1 – 1        | Nederland |
| Shane Long 30' | goals        | 85' Luuk de Jong |
| Martin O'Neill | bondscoach   | Danny Blind |
| Darren Randolph John O'Shea Séamus Coleman Shane Duffy Stephen Quinn 67' Glenn Whelan 67' Harry Arter 83' Shane Long 67' David McGoldrick 76' Jon Walters Robbie Brady | opstellingen | Jasper Cillessen Joël Veltman Jeffrey Bruma Virgil van Dijk Jetro Willems 82' Georginio Wijnaldum 70' Kevin Strootman Quincy Promes Riechedly Bazoer 61' Memphis Depay 75' Vincent Janssen |
| Jeff Hendrick 67' Darron Gibson 67' James McClean 67' Wes Hoolahan 76' Eunan O'Kane 83'                                                                                | wissels      | 61' Steven Berghuis 70' Marco van Ginkel 75' Bas Dost 82' Luuk de Jong |
| Harry Arter 40' | gele kaarten | |
| - Debuut van Steven Berghuis (Watford FC) voor Nederland. - Rentree van aanvoerder Kevin Strootman (AS Roma) voor Nederland na twee jaar blessureleed.                 |              | |

FAI · A-internationals · Bondscoaches · Statistieken · Iers vrouwenelftal · Olympisch elftal · Ierland U21 · Ierland U20 · Ierland U19 · Ierland U18 · Ierland U17 · Ierland U16 · Vrouwen U17
1924 – 1929 ·
1930 – 1939 ·
1940 – 1949 ·
1950 – 1959 ·
1960 – 1969 ·
1970 – 1979 ·
1980 – 1989 ·
1990 – 1999 ·
2000 – 2009 ·
2010 – 2019 ·
2020 − 2029
EK 1988 · 
EK 2012 · 
EK 2016
WK 1990 · 
WK 1994 · 
WK 2002
1924 · 
1925 · 
1926 · 
1927 · 
1928 · 
1929 · 
1930 · 
1931 · 
1932 · 
1933 · 
1934 · 
1935 · 
1936 · 
1937 · 
1938 · 
1939 · 
1940 · 1941 · 1942 · 1943 · 1944 · 1945 · 
1946 · 
1947 · 
1948 · 
1949 · 
1950 · 
1951 · 
1952 · 
1953 · 
1954 · 
1955 · 
1956 · 
1957 · 
1958 · 
1959 · 
1960 · 
1961 · 
1962 · 
1963 · 
1964 · 
1965 · 
1966 · 
1967 · 
1968 · 
1969 · 
1970 · 
1971 · 
1972 · 
1973 · 
1974 · 
1975 · 
1976 · 
1977 · 
1978 · 
1979 · 
1980 · 
1981 · 
1982 · 
1983 · 
1984 · 
1985 · 
1986 · 
1987 · 
1988 · 
1989 · 
1990 · 
1991 · 
1992 · 
1993 · 
1994 · 
1995 · 
1996 · 
1997 · 
1998 · 
1999 · 
2000 · 
2001 · 
2002 · 
2003 · 
2004 · 
2005 · 
2006 · 
2007 · 
2008 · 
2009 · 
2010 · 
2011 · 
2012 · 
2013 · 
2014 · 
2015 ·
2016 ·
2017 ·
2018 ·
2019 ·
2020 ·
2021
Albanië ·
Algerije ·
Andorra ·
Argentinië ·
Armenië ·
Australië ·
Azerbeidzjan ·
België ·
Bolivia ·
Bosnië en Herzegovina ·
Brazilië ·
Bulgarije ·
Canada ·
Chili ·
China ·
Colombia ·
Costa Rica ·
Cyprus ·
Denemarken ·
Duitsland ·
Ecuador ·
Egypte ·
Engeland ·
Estland ·
Faeröer ·
Finland ·
Frankrijk ·
Georgië ·
Gibraltar ·
Griekenland ·
Hongarije ·
IJsland ·
Iran ·
Israël ·
Italië ·
Jamaica ·
Joegoslavië ·
Kameroen ·
Kazachstan ·
Kroatië ·
Letland ·
Liechtenstein ·
Litouwen ·
Luxemburg ·
Malta ·
Marokko ·
Mexico ·
Moldavië ·
Montenegro ·
Nederland ·
Nieuw-Zeeland ·
Nigeria ·
Noord-Ierland ·
Noord-Macedonië ·
Noorwegen ·
Oekraïne ·
Oman ·
Oostenrijk ·
Paraguay ·
Polen ·
Portugal ·
Qatar ·
Roemenië ·
Rusland ·
San Marino ·
Saoedi-Arabië ·
Schotland ·
Servië ·
Slowakije ·
Sovjet-Unie ·
Spanje ·
Trinidad en Tobago ·
Tsjechië ·
Tsjecho-Slowakije ·
Tunesië ·
Turkije ·
Uruguay ·
Verenigde Staten ·
Wales ·
Wit-Rusland ·
Zuid-Afrika ·
Zweden ·
Zwitserland
België (2016) · 
Italië (2012) · 
Kroatië (2012) · 
Spanje (2012) · 
Zweden (2016)
KNVB ·
A-internationals ·
Bondscoaches (m) ·
Topscorers ·
Nederlands vrouwenelftal ·
Bondscoaches (v) ·
Nederland B ·
Olympisch elftal ·
Jong Oranje ·
Nederland –20 ·
Nederland –19 ·
Nederland –18 ·
Nederland –17 ·
Nederland –16 ·
Nederland –15 ·
Nederlands amateurelftal ·
Nederlands zaterdagelftal ·
Jong OranjeLeeuwinnen ·
Vrouwen –20 ·
Vrouwen –19 ·
Vrouwen –18 ·
Vrouwen –17 ·
Vrouwen –16 ·
Vrouwen –15 ·
Militair mannenelftal ·
Militair vrouwenelftal ·
Strandteam ·
Vrouwen Strandteam ·
Futsalteam ·
Vrouwen Futsalteam

EK-wedstrijden ·
WK-wedstrijden ·
Resultaten kwalificaties en eindronden ·
Nederland B-wedstrijden ·
Officieuze wedstrijden ·
EK-wedstrijden vrouwen ·
WK-wedstrijden vrouwen ·
Resultaten vrouwen kwalificaties en eindronden
1905 – 1919 ·
1920 – 1929 ·
1930 – 1939 ·
1940 – 1949 ·
1950 – 1959 ·
1960 – 1969 ·
1970 – 1979 ·
1980 – 1989 ·
1990 – 1999 ·
2000 – 2009 ·
2010 – 2019 ·
2020 – 2029
2015 ·
2016 ·
2017 ·
2018 ·
2019 ·
2020 ·
2021 · 
2022
EK's: 1976 · 
1980 · 
1988 · 
1992 · 
1996 · 
2000 · 
2004 · 
2008 · 
2012 · 
2020 · 
2024
WK's: 1934 · 
1938 · 
1974 · 
1978 · 
1990 · 
1994 · 
1998 · 
2006 · 
2010 · 
2014 · 
2022
OS: 1908 ·
1912 ·
1920 ·
1924 ·
1928 ·
1948 ·
1952 ·
2008
Albanië ·
Andorra ·
Argentinië ·
Armenië ·
Australië ·
België ·
Bosnië en Herzegovina ·
Brazilië ·
Bulgarije ·
Canada ·
Chili ·
China ·
Colombia ·
Costa Rica ·
Curaçao ·
Cyprus ·
DDR ·
Denemarken ·
Duitsland ·
Ecuador ·
Egypte ·
Engeland ·
Estland ·
Faeröer ·
Finland ·
Frankrijk ·
GOS · 
Georgië ·
Ghana ·
Gibraltar ·
Griekenland ·
Hongarije ·
Ierland ·
IJsland ·
Indonesië ·
Iran ·
Israël ·
Italië ·
Ivoorkust ·
Japan ·
Joegoslavië ·
Kameroen ·
Kazachstan ·
Kroatië ·
Letland ·
Liechtenstein ·
Luxemburg ·
Malta ·
Marokko ·
Mexico ·
Moldavië ·
Montenegro ·
Nederlandse Antillen ·
Nigeria ·
Noord-Ierland ·
Noord-Macedonië ·
Noorwegen ·
Oekraïne ·
Oostenrijk ·
Paraguay ·
Peru ·
Polen ·
Portugal ·
Qatar ·
Roemenië ·
Rusland ·
Saarland ·
San Marino ·
Saoedi-Arabië ·
Schotland ·
Senegal ·
Servië en Montenegro ·
Slovenië ·
Slowakije ·
Sovjet-Unie ·
Spanje ·
Suriname ·
Thailand ·
Tsjechië ·
Tsjecho-Slowakije ·
Tunesië ·
Turkije ·
Uruguay ·
Verenigd Koninkrijk ·
Verenigde Staten ·
Wales ·
Wit-Rusland ·
Zuid-Afrika ·
Zuid-Korea ·
Zweden ·
Zwitserland
Argentinië (1978) ·
Argentinië (2006) ·
Argentinië (2014) ·
Argentinië (2022) ·
Australië (2014) ·
Brazilië (2014) ·
Chili (2014) · 
Costa Rica (2014) ·
Denemarken (2010) ·
Denemarken (2012) ·
Duitsland (2012) · 
Ecuador (2022) · 
Frankrijk (2008) ·
Italië (2008) ·
Ivoorkust (2006) ·
Japan (2010) ·
Kameroen (2010) ·
Mexico (2014) · 
Noord-Macedonië (2021) · 
Oekraïne (2021) · 
Oostenrijk (2021) · 
Portugal (2006) ·
Portugal (2012) ·
Portugal (2019) ·
Qatar (2022) ·
Roemenië (2008) ·
Rusland (2008) ·
San Marino (2011) ·
Senegal (2022) ·
Servië en Montenegro (2006) ·
Sovjet-Unie (1988) ·
Spanje (2010) ·
Spanje (2014) ·
Tsjechië (2021) · 
Uruguay (2010) ·
Verenigde Staten (2022) · 
West-Duitsland (1974)